# Havre de Cocagne
Pour les articles homonymes, voir Cocagne.
Le havre de Cocagne est une étendue d'eau située au sud-est du Nouveau-Brunswick, au Canada. Il mesure environ 4 kilomètres du nord au sud et 3 d'est en ouest. Il communique avec le détroit de Northumberland au nord-est. L'île de Cocagne se trouve au nord et La Passe est un étroit passage entre l'ouest de l'île et le détroit. Le principal affluent du havre est la rivière Cocagne, qui s'y jette au sud-ouest. Les autres cours d'eau importants sont le ruisseau Howard, le ruisseau des Goguen et le ruisseau Robin. Le havre est bordé par Cocagne à l'ouest ainsi que par Grande-Digue au sud et à l'est. Le havre est fréquenté par les bateaux de pêche et il s'y trouve deux ports.

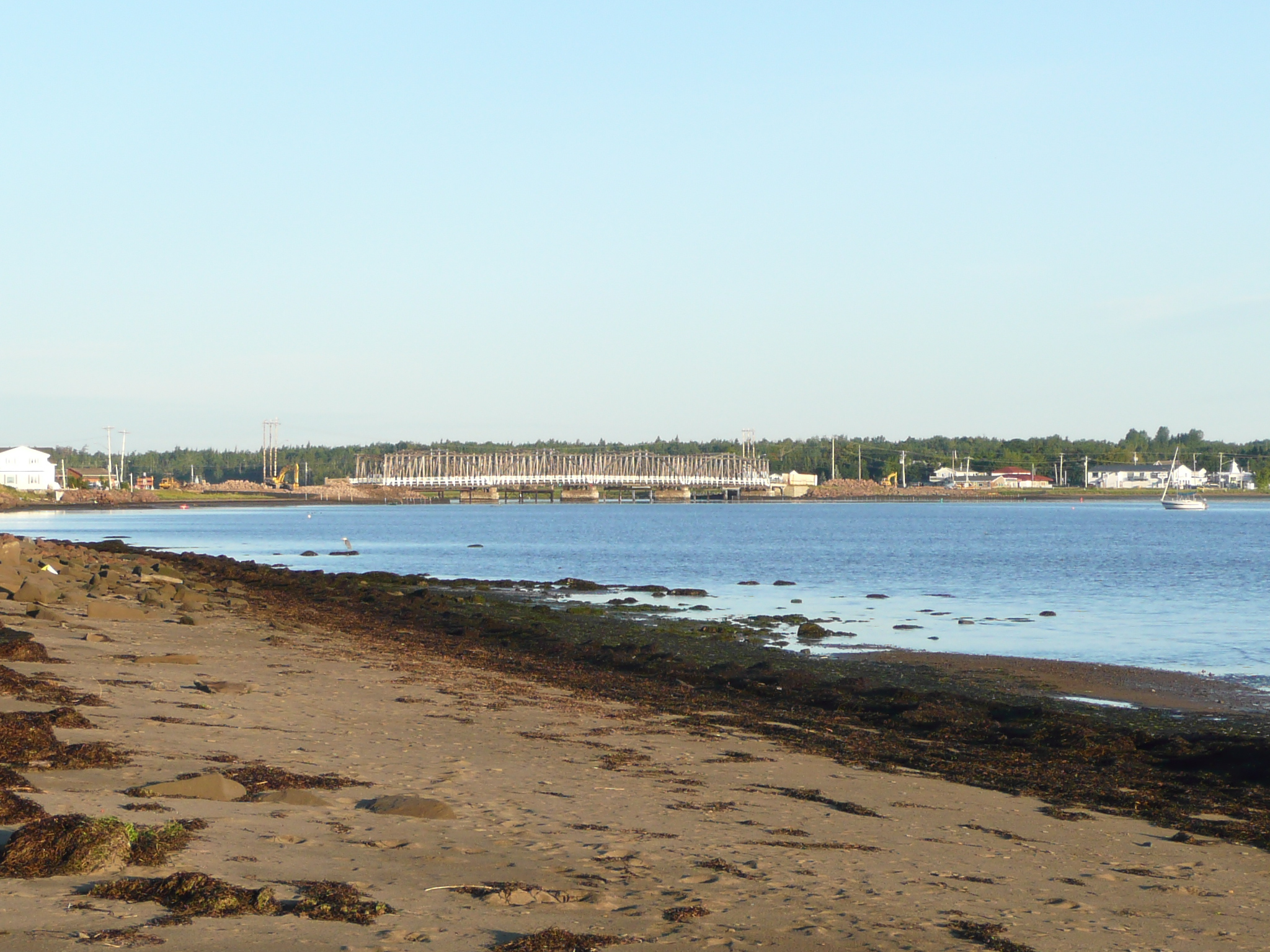
Le havre de Cocagne.